# Paulette Lévy
Pour les articles homonymes, voir Lévy.
Paulette Lévy (née le 10 octobre 1918 à Hettange-Grande, en Moselle et morte le 20 avril 2005 à Saint-André-de-Corcy dans l'Ain) est une mercière et déportée française, survivante de la Shoah. Elle est une des deux survivants identifiés de la rafle de Dijon de 1944.

## Biographie

### Famille
Pauline appelée Paulette Lévy, naît le 10 octobre 1918 à Hettange-Grande en Moselle. Elle est la fille de Lucien Lévy et de Régine Cahen, née le 7 mars 1885 à Ay-sur-Moselle. Elle a une sœur, Florence Lévy, née le 10 octobre 1914 à Hettange-Grande en Moselle. La famille, avec son père et un frère, habite au 26, rue Nicolas-Berthot à Dijon,.

### Arrestation et déportation
En février 1944, Paulette Lévy (25 ans), sa mère, Régine Lévy-Cahen (59 ans), et sa sœur, Florence Lévy (29 ans), sont arrêtées â leur domicile. Son père et son frère ne sont pas présents et évitent l'arrestation.
Les arrestations font partie de la Rafle de Dijon (1944) la seconde rafle à Dijon, durant la Seconde Guerre mondiale. Elle se déroule du 24 février 1944 au 26 février 1944 où 87 personnes, hommes, femmes et enfants, sont arrêtées. Elles sont déportées par le convoi no 69, en date du 7 mars 1944, de Drancy vers Auschwitz.
Sa mère, Régine Lévy-Cahen, est gazée à l'arrivée, sa sœur, Florence Lévy, meurt du typhus.
Paulette Lévy devient le matricule 75 940. Elle creuse des tranchées, travaille dans des champs de pommes de terre.

### Retour à Dijon
Paulette Lévy rentre à Dijon en 1945. Elle est aidée par la famille Franck qui l'aide à se rétablir, elle reste chez eux pendant un an. Il lui faut du temps, pour pouvoir, comme beaucoup de rescapés d'Auschwitz, se réhabituer à dormir dans un lit, préférant s'allonger sur le sol. Elle s'installe ensuite avec son père et son frère, dans un appartement rue de Fontaine, à Dijon.

### Lyon
Paulette Lévy épouse, en 1948, Roland Leroy ancien vice-président du Consistoire israélite de Lyon, et s'installe à Lyon, où elle tient une mercerie.
Elle a un fils, Jean-Claude Leroy.

### Mort
Paulette Lévy meurt en 2005 à Saint-André-de-Corcy à 86 ans.

## Hommage
L'école Jean-Jaurès Mixte 1, située rue du Docteur-Tarnier, à Dijon, porte le nom Paulette-Lévy depuis 2014 en son hommage,,.